# Сурогатка
Сурогатка (укр. Сурогатка) — село на Украине, находится в Шаргородском районе Винницкой области.
Код КОАТУУ — 0525380508. Население по переписи 2001 года составляет 106 человек. Почтовый индекс — 23508. Телефонный код — 4344.
Занимает площадь 0,414 км².

## Адрес местного совета
23507, Винницкая область, Шаргородский р-н, с. Гибаловка, ул. Молодёжная, 4